# Baek Ji-young
Baek Ji-young (hangul: 백지영; Seul, 25 de março de 1976) é uma cantora sul-coreana.
Baek Ji-young iniciou sua carreira musical em 1999, com seu primeiro álbum Sorrow. O primeiro single, "선택" (Choice), era incomum, pois foi uma das primeiras canções de pop coreano a apresentar ritmos latinos.
Baek casou-se com o ator Jung Suk-won em 2 de junho de 2013, no Sheraton Grande Walkerhill.

## Discografia
| - 1999: Sorrow (Vol. 1) - 2000: Rouge (Vol. 2) - 2001: Tres (Vol. 3) - 2003: Smile (Vol. 4) - 2006: Smile Again (Vol. 5) - 2007: The Sixth Miracle (Vol. 6) - 2008: Sensibility (Vol. 7) - 2011: Pitta (Vol. 8) - 2009: EGO - 2012: Good Boy - 2000: Volume 1 & 2 Repackage - 2006: Thank You I Can Smile Again | - 2001: Live Concert (álbum ao vivo) - 2002: Best & Live New Release (álbum ao vivo & coletânea) - 2003: Ultimate Edition (coletânea) - 2010: Timeless; The Best (coletânea) - 2013: Flash Back (coletânea de trilhas sonoras) - 2006: "Love Is Beautiful" - 2006: "Tomorrow" (도전성공시대 '내일은 모델퀸') - 2007: "Crush" (com Jade Villalon) - 2007: No.1 Hitz : The Biggest Hits From Today's Supersta - 2008: "Love Is...Lalala" (with Yuri) - 2008: "Gypsy Tears" - 2009: "Love Is Not a Crime" ("사랑이 죄인가요") (Ja Myung Go OST) - 2009: "Don't Forget" ("잊지 말아요") (IRIS OST) - 2010: "That Woman" ("그 여자") (Secret Garden OST) - 2011: "Again, I Love You Today" ("오늘도 사랑해") (The Princess' Man OST) - 2011: "I Can't Drink" ("아이캔’t 드링크") (The Greatest Love OST) - 2012: "It Hurts Here" ("여기가 아파") (A Thousand Days' Promise OST) - 2012: "After a Long Time" ("한참 지나서") (Rooftop Prince OST) - 2012: "Love and Love" ("사랑아 또 사랑아") (Arang and the Magistrate OST) - 2013: "Spring Rain" ("봄비") (Gu Family Book OST) - 2013: "I'm Just Crying" ("울고만있어") (Good Doctor OST) |

## Prêmios musicais
Baek Ji-Young conquistou diversos prêmios em programas musicais:

### Inkigayo
| Ano  | Data           | Canção                                    |
| ---- | -------------- | ----------------------------------------- |
| 2000 | 11 de junho    | Dash                                      |
| 2000 | 18 de junho    | Dash                                      |
| 2000 | 20 de agosto   | Sad Salsa                                 |
| 2006 | 4 de junho     | 사랑안해 (I Won't Love)                   |
| 2008 | 21 de dezembro | 총맞은것처럼 (Like Being Hit by a Bullet) |
| 2009 | 4 de janeiro   | 총맞은것처럼 (Like Being Hit by a Bullet) |

### Music Bank
| Ano  | Data           | Canção                                      |
| ---- | -------------- | ------------------------------------------- |
| 2000 | 25 de maio     | Dash                                        |
| 2000 | 1 de junho     | Dash                                        |
| 2000 | 8 de junho     | Dash                                        |
| 2000 | 10 de agosto   | Sad Salsa                                   |
| 2000 | 24 de agosto   | Sad Salsa                                   |
| 2008 | 5 de dezembro  | 총 맞은 것처럼 (Like Being Hit by a Bullet) |
| 2008 | 12 de dezembro | 총 맞은 것처럼 (Like Being Hit by a Bullet) |
| 2008 | 19 de dezembro | 총 맞은 것처럼 (Like Being Hit by a Bullet) |
| 2009 | 2 de janeiro   | 총 맞은 것처럼 (Like Being Hit by a Bullet) |
| 2009 | 9 de janeiro   | 총 맞은 것처럼 (Like Being Hit by a Bullet) |

### Music Camp
| Ano  | Data        | Canção |
| ---- | ----------- | ------ |
| 2000 | 27 de maio  | Dash   |
| 2000 | 3 de junho  | Dash   |
| 2000 | 10 de junho | Dash   |